# Kamjane Połe
Kamjane Połe (ukr. Кам'яне Поле) – wieś na Ukrainie, w obwodzie dniepropetrowskim, w rejonie krzyworoskim, w hromadzie Hłejuwatka. W 2001 liczyła 502 mieszkańców, spośród których 450 wskazało jako ojczysty język ukraiński, 51 rosyjski, a 1 osoba się nie zadeklarowała.